# Dicynodontia
Die Dicynodontia (griech.: „Zwei-Hundezähner“) waren pflanzenfressende Synapsiden, die ihre Blütezeit vom mittleren Perm bis zum Unterjura hatten. Auf dem australischen Kontinent überlebten sie bis zur Unterkreide.

## Merkmale und Entwicklungsgeschichte
Vertreter der Dicynodontia sind auf vielen Kontinenten zu finden, da zu ihrer Zeit die Landmassen noch den Superkontinent Pangaea bildeten. Ihr Rumpf war fassförmig, da die Tiere als Pflanzenfresser einen relativ langen Verdauungstrakt benötigten. Anders als bei den meisten Reptilien war ihr Schwanz sehr kurz. Ihr zahnloses Maul endete in einem Hornschnabel; an dessen Seiten hatten die Dicynodontier zwei Stoßzähne (eben „Hunde“, sprich: Eckzähne, daher der Name), die bei vielen Arten zum Graben gedient haben könnten.
Die frühen Dicynodontier (Eodicynodon, Diictodon) waren mit wenig mehr als 30 cm Länge noch relativ klein und lebten vermutlich in unterirdischen Gängen, die ihnen Schutz vor natürlichen Feinden wie den Gorgonopsiden boten. Nur wenige Gattungen der Dicynodontier überlebten die große Aussterbewelle zum Ende des Perm, die über 90 % aller auf der Erde lebenden Arten auslöschte, darunter so bedeutende wie die Trilobiten im Meer und die Pareiasaurier an Land.
In der Trias durchliefen einige Gruppen der Dicynodontier wieder eine adaptive Radiation und es entwickelten sich Arten mit deutlich größeren Körpern. Von diesen späteren Dicynodontiern war der vermutlich in großen Herden lebende Lystrosaurus noch einer der kleinsten. Sehr viel größer dagegen waren Kannemeyeria mit einer Länge von etwa 3 Metern und Placerias, ein nilpferdähnlicher Dicynodontier mit ca. 3,5 Meter Länge und einem Gewicht von ungefähr einer Tonne. Lystrosaurus war in der frühen Trias die dominierende Gattung von pflanzenfressenden Wirbeltieren. Die späte Form Lisowicia aus der Obertrias erreichte gegenüber ihren Vorgängern eine Länge von 4,5 Metern, eine Höhe von 2,6 Metern und ein Gewicht von schätzungsweise neun Tonnen. Sie gehört damit zu den größten Landwirbeltieren jener Zeit, die neben den Dinosauriern bestanden.
Im Unterschied zu früheren Vertretern dieser Gruppe mussten sie sich vor den in der Trias weit verbreiteten Archosauriern wie Proterosuchus oder Postosuchus in Acht nehmen. Gelegentlich konnten sogar die damals noch relativ kleinen Dinosaurier wie Coelophysis und Cynodontier wie Cynognathus ihnen gefährlich werden, denn man nimmt an, dass diese in Rudeln jagten. Allerdings werden sie als Herdentiere keine leichte Beute gewesen sein. Kurz nach Beginn des Jura starben sie dennoch allmählich aus, zu einer Zeit, als pflanzenfressende Cynodontier und vor allem pflanzenfressende Dinosaurier an Bedeutung gewannen.
Nach Ansicht von Julien Benoit könnten Felszeichnungen im Karoo-Hauptbecken, welche Tiere mit nach unten gerichteten großen Hauern wiedergeben, im Zusammenhang mit zahlreichen Fossilfunden von Dicynodonten in der Region stehen. Die Abbildungen gehen auf die San zurück und entstanden zwischen 1821 und 1835. Demnach hätten die San die Fossilien als Reste von ausgestorbenen Lebewesen erkannt und diese in ihr mythologisches Weltbild integriert. Die erste Beschreibung durch einen westlichen Forscher datiert hingegen erst aus dem Jahr 1845. Sie stammt von den Geologen Andrew Geddes Bain und William Guybon Atherstone.

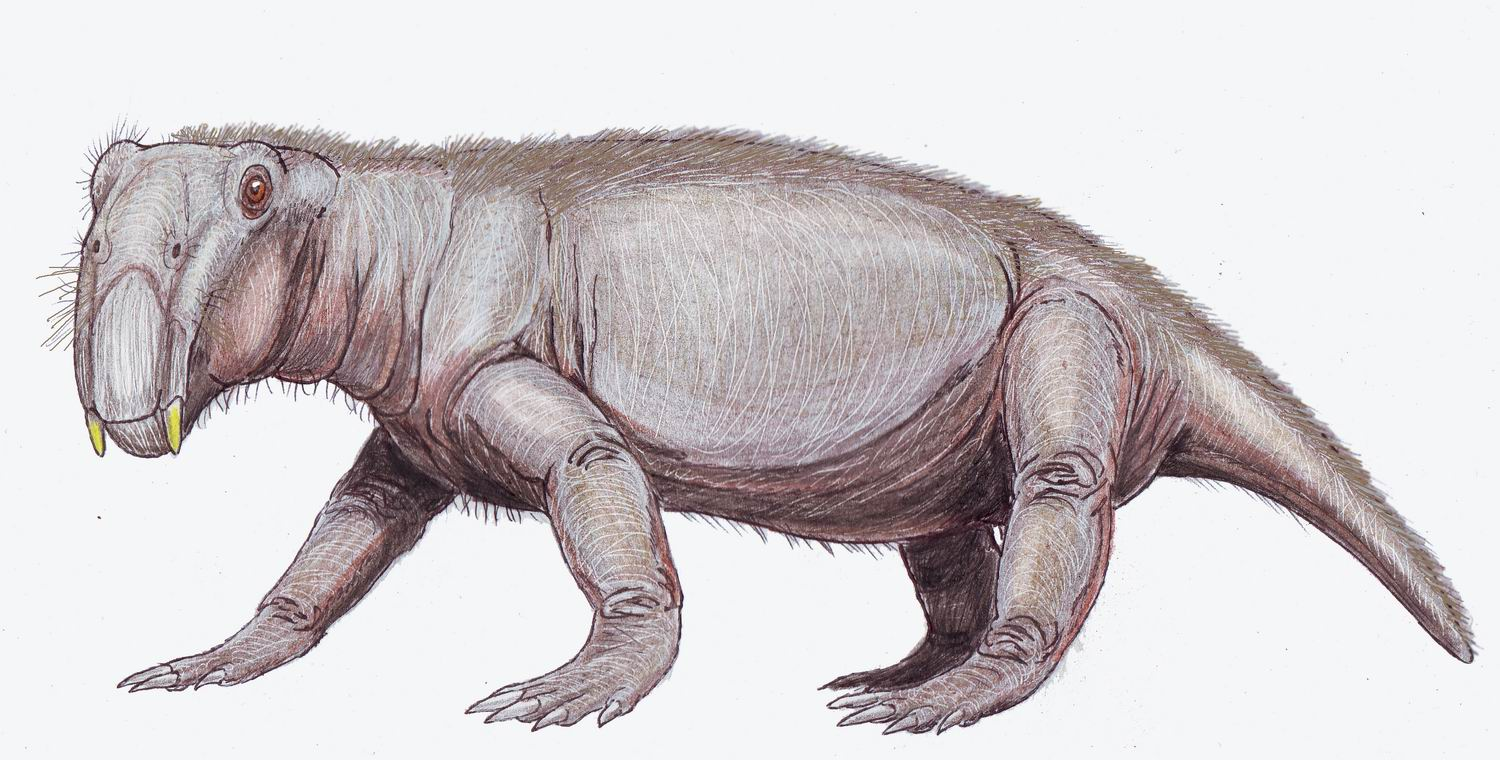
Lystrosaurus

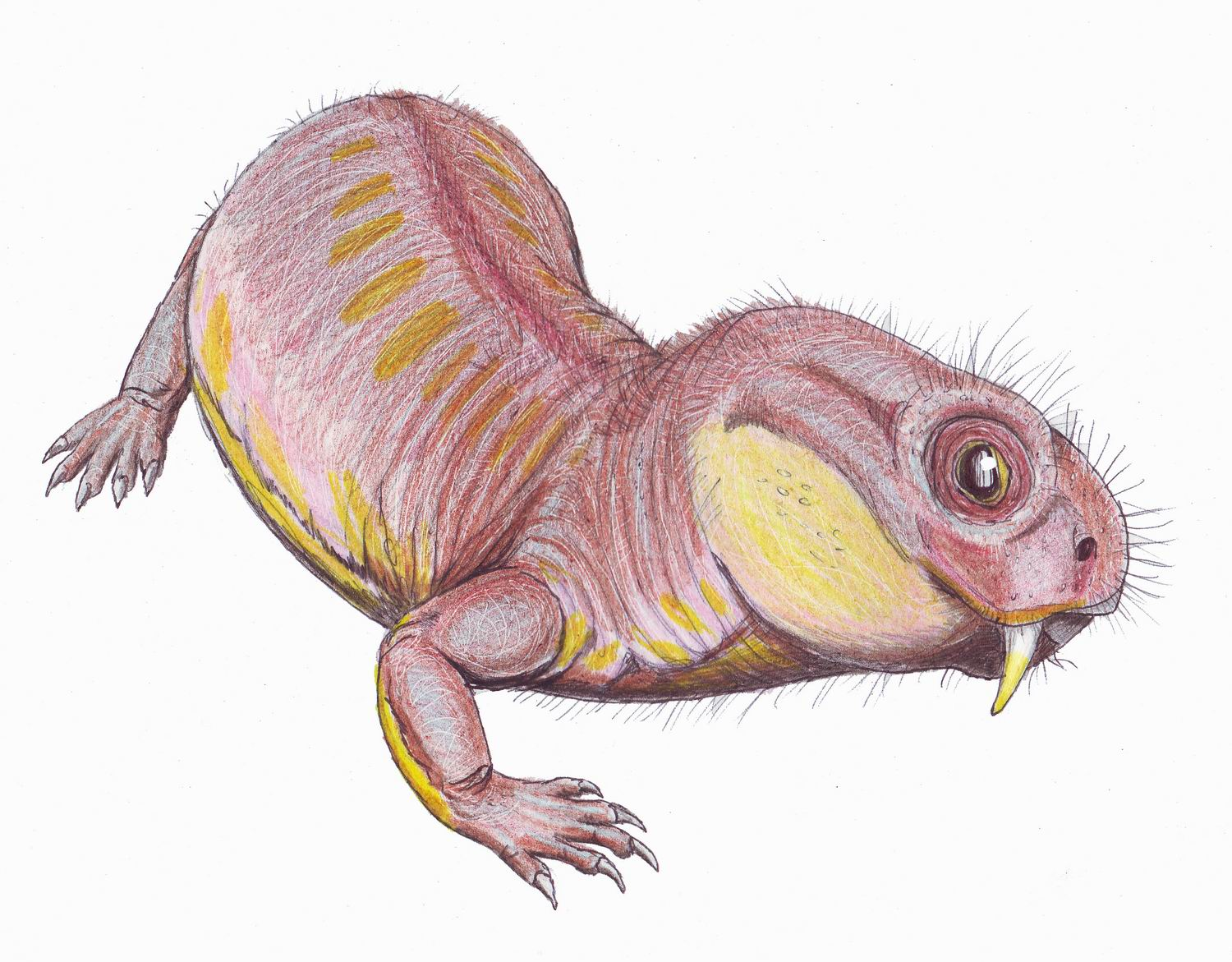
Robertia

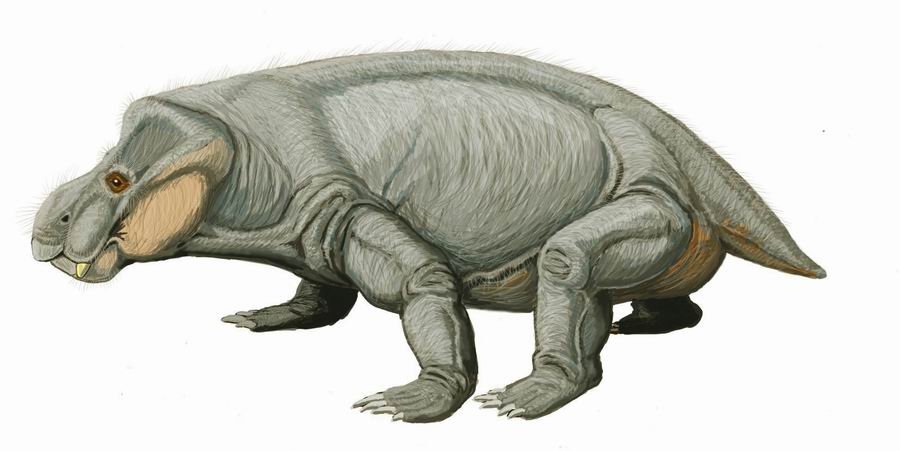
Kannemeyeria

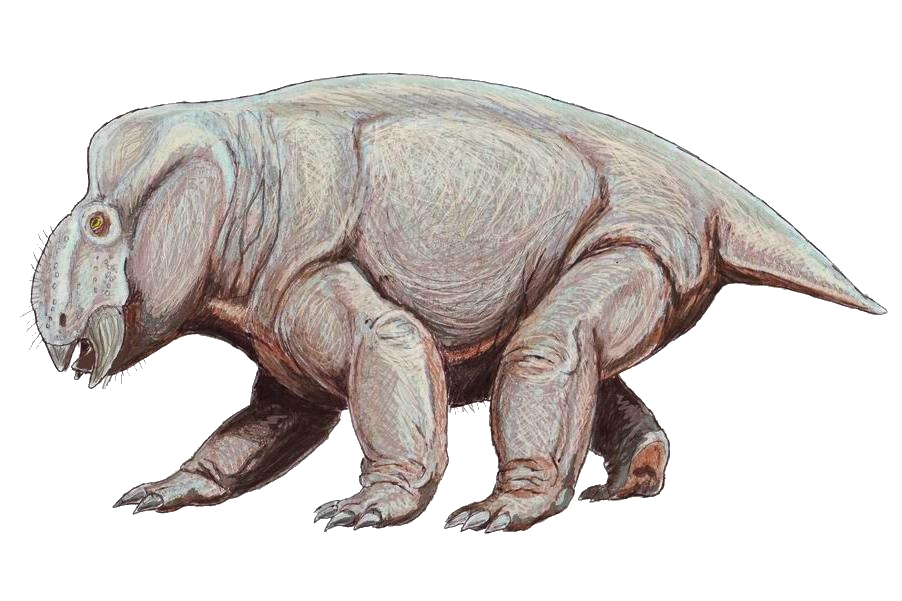
Placerias

## Systematik
- Dicynodontia
  - Eodicynodon
  - Endothiodon
  - Kingoria
  - Diictodontoidea
    - Robertia
    - Emydops
    - Diictodon
    - Cistecephalus
    - Kawingasaurus
    - Myosaurus

  - Pristerodontia
    - Pristerodon
    - Oudenodon
    - Aulacocephalodon
    - Dinanomodon
    - Dicynodon
    - Lystrosaurus
    - Kannemeyeriidae
      - Shansiodon
      - Tetragonias
      - Vincera
      - Kannemeyeria
      - Stahleckeria
      - Elephantosaurus
      - Zambiasaurus
      - Placerias
      - Ischigualastia
      - Lisowicia